# 2002-es Dakar-rali
A 2002-es Dakar-rali 2001. december 28-án rajtolt Arrasból, és 2002. január 13-án ért véget Dakar városában. A 24. alkalommal megrendezett versenyen 167 motoros 117 autós és 34 kamionos egység indult.

## Útvonal
A versenyzők 9.436 km megtétele után, Franciaország, Spanyolország, Marokkó és Mauritánia, éríntésével jutottak el a Szenegál fővárosába  Dakarba.
| Szakasz | Dátum        | Honnan      | Hová        | Össztáv (km) |
| ------- | ------------ | ----------- | ----------- | ------------ |
| 1       | december 28. | Arras       | Châteauroux |              |
| 2       | december 29. | Châteauroux | Narbona     |              |
| 3       | december 30. | Narbona     | Madrid      | 906          |
| 4       | december 31. | Madrid      | Rabat       | 935          |
| 5       | január 1.    | Rabat       | Er Rachidia | 539          |
| 6       | január 2.    | Er Rachidia | Ouarzazate  | 576          |
| 7       | január 3.    | Ouarzazate  | Tan-Tan     | 793          |
| 8       | január 4.    | Tan-Tan     | Zouérat     | 739          |
| 9       | január 5.    | Zouérat     | Atar        | 396          |
|         | január 6.    | Pihenőnap   |             |              |
| 10      | január 7.    | Atar        | Atar        | 382          |
| 11      | január 8.    | Atar        | Tidjikja    | 502          |
| 12      | január 9.    | Tidjikja    | Tichit      | 500          |
| 13      | január 10.   | Tichit      | Tichit      | 422          |
| 14      | január 11.   | Tichit      | Kiffa       | 473          |
| 15      | január 12.   | Kiffa       | Dakar       | 1011         |
| 16      | január 13.   | Dakar       | Dakar       | 69           |

## Végeredmény
A versenyt összesen 58 motoros, 52 autós és 22 kamionos fejezte be.

### Motor
|    | Versenyző      | Motor |
| -- | -------------- | ----- |
| 1. | Fabrizio Meoni | KTM   |
| 2. | Alfie Cox      | KTM   |
| 3. | Richard Sainct | KTM   |

### Autó
|    | Versenyző           | Motor      |
| -- | ------------------- | ---------- |
| 1. | Maszuoka Hirosi     | Mitsubishi |
| 2. | Jutta Kleinschmidt  | Mitsubishi |
| 3. | Sinodzuka Kendzsiró | Mitsubishi |

### Kamion
|    | Versenyző          | Motor |
| -- | ------------------ | ----- |
| 1. | Vlagyimir Csagin   | Kamaz |
| 2. | Karel Loprais      | Tatra |
| 3. | Yoshimasa Sugawara | Hino  |